# Bohnenberger (Mondkrater)
Bohnenberger ist ein Einschlagkrater auf der südlichen Mondvorderseite. Er liegt westlich der Montes Pyrenaeus am Rande des Mare Nectaris.
Es handelt sich nach der Klassifikation von Peter H. Schultz um einen floor-fractured crater des Typs IV-A. Insofern ist auch die Lage im Randbereich eines Mare typisch.
| Buchstabe | Position           | Durchmesser | Link |
| --------- | ------------------ | ----------- | ---- |
| A         | 17,83° S, 40,14° O | 31 km       |      |
| C         | 18,71° S, 41,07° O | 14 km       |      |
| D         | 18,41° S, 42,61° O | 13 km       |      |
| E         | 17,44° S, 42,04° O | 12 km       |      |
| F         | 14,74° S, 39,65° O | 9 km        |      |
| G         | 17,25° S, 40,1° O  | 12 km       |      |
| J         | 14,92° S, 40,36° O | 4 km        |      |
| N         | 17,97° S, 41,87° O | 6 km        |      |
| P         | 19,26° S, 41,46° O | 11 km       |      |
| W         | 18,27° S, 41,06° O | 10 km       |      |

Der Krater wurde 1935 von der IAU nach dem deutschen Astronomen Johann Gottlieb Friedrich von Bohnenberger benannt.